# 似二齒獸屬
似二齒獸屬（學名：Dicynodontoides）是獸孔目二齒獸類的一屬，生存於二疊紀晚期的非洲與印度。目前已有兩個命名種，D. recurvidens 的化石被發現於南非，D. nowacki的化石被發現於坦尚尼亞。還有一個被發現於印度的標本，沒有被歸類於上述兩種之一。儘管名稱類似，似二齒獸是二齒獸的遠親。
近年，金氏獸（Kingoria）、似二齒獸被發現是相同物種。化石較多的金氏獸，較常被文獻書籍提到；化石較少的似二齒獸，則較少被提到。根據國際動物命名法規，較早被命名的似二齒獸具有優先權，較晚被命名的金氏獸是似二齒獸的次異名。